# Thyropygus brevicaudatus
Thyropygus brevicaudatus är en mångfotingart som beskrevs av Carl Graf Attems. Thyropygus brevicaudatus ingår i släktet Thyropygus och familjen Harpagophoridae. Inga underarter finns listade i Catalogue of Life.